# Baihar
Baihar är en ort i Indien.   Den ligger i distriktet Bālāghāt och delstaten Madhya Pradesh, i den centrala delen av landet, 800 km söder om huvudstaden New Delhi. Baihar ligger 556 meter över havet och antalet invånare är 16 168.
Terrängen runt Baihar är huvudsakligen platt, men åt sydväst är den kuperad. Runt Baihar är det ganska tätbefolkat, med 108 invånare per kvadratkilometer. Baihar är det största samhället i trakten. I omgivningarna runt Baihar växer huvudsakligen savannskog.